# Agrilus ineditus
Agrilus ineditus es una especie de insecto del género Agrilus, familia Buprestidae, orden Coleoptera.
Fue descrita científicamente por Chevrolat, en 1838.